# Birkenfels
Birkenfels (fränkisch: Birgafels) ist ein Gemeindeteil des Marktes Flachslanden im Landkreis Ansbach (Mittelfranken, Bayern). Birkenfels liegt in der Gemarkung Kettenhöfstetten.

## Geografie
Nordöstlich des Dorfes entspringt der Birkenfelser Graben, ein rechter Zufluss des Seebachs. Der Ort ist westlich, nördlich und östlich vom Forst Birkenfels umgeben. 0,5 km südwestlich liegt das Waldgebiet Birkenschlag. Die Kreisstraße AN 21 führt nach Borsbach (1,7 km nordwestlich) bzw. nach Brünst (2 km südöstlich).

## Geschichte
Im Jahr 1275 wurde eine Burg Birchenfels urkundlich erwähnt, die Bruno von Birkenfels gehörte. Im Jahr 1317 verloren die Herren von Birkenfels die Stammburg an die Grafen von Hohenlohe, 1399 ging sie an die Herren von Seckendorff über. 1632 wurde die Burg im Dreißigjährigen Krieg von den kaiserlichen Truppen geplündert und zerstört.
Das Kloster Heilsbronn erwarb dort ein Gut.
Erst 1745 entstand das heutige Dorf Birkenfels durch Zerschlagung des herrschaftlichen Ökonomiegutes in drei Höfe, ein Gütlein, ein Haus, eine Schenke und einen Schafhof. Der Ort unterstand nun dem markgräflichen Vogtamt Lehrberg.
Gegen Ende des 18. Jahrhunderts gab es in Birkenfels 6 Anwesen (1 Schafhof mit Gütlein, 2 Eineinhalbhöfe, 1 Hof, 1 Leerhaus, 1 Wirtschaft) und ein Brechhaus der Gemeinde. Das Hochgericht übte das brandenburg-ansbachische Hofkastenamt Ansbach aus. Die Dorf- und Gemeindeherrschaft und Grundherrschaft über alle Anwesen hatte das brandenburg-ansbachische Vogtamt Birkenfels.
Von 1797 bis 1808 unterstand der Ort dem Justiz- und Kammeramt Ansbach.
Im Jahr 1799 wurde der Ort folgendermaßen beschrieben: „Weiler mit dem schönen Ruin eines Hohenlohe und von Seckendorfischen Schlosses, im Kammeramte Ansbach, zwey Stunden von Residenz. Es wurde erkauft von Appel von Seckendorf. Die Einwohner pfarren nach Flachslanden.“
Im Rahmen des Gemeindeedikts wurde Birkenfels dem 1808 gebildeten Steuerdistrikt Brünst und der 1811 gegründeten Ruralgemeinde Brünst zugeordnet Im Jahr 1836 wurde Birkenfels nach Kettenhöfstetten umgemeindet. Im Zuge der Gebietsreform in Bayern wurde die Gemeinde Kettenhöfstetten am 1. Januar 1972 nach Flachslanden eingemeindet.

### Baudenkmal
- Reste einer ehemaligen Burg mit Hügel und ehemaligem Graben, nördlich anschließend Reste von Bruchsteingewölben, eines mit Schießscharte; in den anschließenden Häusern Nr. 6 und 7 große tonnengewölbte Kelleranlagen[14]

### Einwohnerentwicklung
| Jahr      | 001818 | 001840 | 001861 | 001871 | 001885 | 001900 | 001925 | 001950 | 001961 | 001970 | 001987 | 002011 | 002017 | 002022 |
| Einwohner | 47     | 59     | 66     | 66     | 55     | 47     | 55     | 80     | 46     | 47     | 36     | 25     | 31     | 29     |
| Häuser    | 7      | 10     |        |        | 12     | 10     | 11     | 10     | 10     |        | 10     |        |        |        |
| Quelle    | [ 16 ] | [ 17 ] | [ 18 ] | [ 19 ] | [ 20 ] | [ 21 ] | [ 22 ] | [ 23 ] | [ 24 ] | [ 25 ] | [ 26 ] |        |        | [ 1 ]  |

## Religion
Der Ort ist seit der Reformation evangelisch-lutherisch geprägt und bis heute nach St. Laurentius (Flachslanden) gepfarrt. Die Einwohner römisch-katholischer Konfession sind nach St. Dionysius (Virnsberg) gepfarrt.